# بيكي هوليداي
بيكي هوليداي (بالإنجليزية: Becky Holliday)‏ هي القافزة بالزانة أمريكية، ولدت في 12 مارس 1980 في ساكرامنتو في الولايات المتحدة.

## وصلات خارجية
- بيكي هوليداي على موقع الاتحاد الدولي لألعاب القوى (الإنجليزية)
- بيكي هوليداي على موقع الدوري الماسي (الإنجليزية)
- بيكي هوليداي على موقع أوليمبيديا (الإنجليزية)
- بيكي هوليداي على موقع اللجنة الأولمبية والبارالمبية الأمريكية (الإنجليزية)